# Wilberto Cosme
Wilberto Cosme Mosquera (Padilla, 22 luglio 1984) è un ex calciatore colombiano, di ruolo attaccante.

## Carriera
Inizia a giocare con il Boca Juniors de Cali poi nel 2003 passa al Bogotà Fútbol Club, squadra militante nella seconda divisione nazionale, la Categoría Primera B. Debutta in prima squadra nel 2005 e resta con il club della capitale colombiana sino al 2010. Durante la sua permanenza viene mandato in prestito per tre volte in squadre della Categoría Primera A: nel 2006 al Real Cartagena (Torneo Apertura), nel 2008 all'Atlético Huila e nel 2010 all'América de Cali (Torneo Apertura). Cosme è il maggior goleador della storia del Bogotà Fútbol Club con 75 reti realizzate.
All'avvio del Torneo Apertura 2011 passa a La Equidad, con i biancoverdi di sfiora il titolo arrivando a giocare la finale poi persa ai calci di rigore contro l'Atlético Nacional. Durante il torneo mette a segno una doppietta nella semifinale di ritorno giocata contro i Millonarios. Nel semestre successivo partecipa anche alla Copa Sudamericana 2011, collezionando così le sue prime apparizioni in una manifestazione internazionale.
Nel 2012 si trasferisce ai Millonarios con i quali partecipa alla Copa Sudamericana 2012. Dopo aver vinto il campionato in Colombia, il 17 dicembre viene annunciato il suo acquisto da parte del club messicano dei Gallos Blancos.

## Palmarès
- Campionato colombiano: 1

Millonarios: Torneo Finalización 2012